# Prix Italia
Prix Italia — один из самых старых и престижных международных фестивалей в области радио, телевидения и интернета. На нём вручаются призы в четырёх основных направлениях: драма, документальные фильмы, телевидение и радио.

## История
Prix Italia был основан RAI в 1948 как конкурс радиопрограмм и прошел на Капри.
В 2007 году в Вероне был уже 59-й фестиваль. Мероприятие ежегодно является гостем разных самых важных итальянских городов, факт, который внес свой вклад в его экстраординарный международный престиж.
Чести получить Prix Italia удостаивались авторы, продюсеры и производители программ, которые составляют историю международного телевидения. Среди них: Жан Ануй, Риккардо Баккелли, Генрих Бёлль, Бертольт Брехт, Итало Кальвино, Жан Кокто, Умберто Эко, Макс Фриш, Джон Осборн, Ален Роб-Грийе, Франсуаза Саган, Джонатан Миллс. Среди победителей — такие же прославленные фигуры: Сэмюэл Беккет, Ингмар Бергман, Питер Брук, Рене Клер, Федерико Феллини, Питер Гринуэй и многие другие. 
 Постоянное членство в Prix Italia имеют 90 общественных и частных радио-и телевизионных компаний, представляя 40 стран мира с пяти континентов. Только члены Prix могут выносить программы на конкурс. Организационная структура и структура принятия решения уникальны среди многих международных фестивалей. Фактически, делегаты организаций-членов встречаются два раза в год на Генеральной Ассамблее, чтобы принимать стратегические решения и выбирать президента (на 2007 — это госпожа Каролине Томзон, представитель Би-би-си). 
 Фестиваль проводится каждый год во второй половине сентября.